# Tasersuaq (See, bei Qaqortoq)

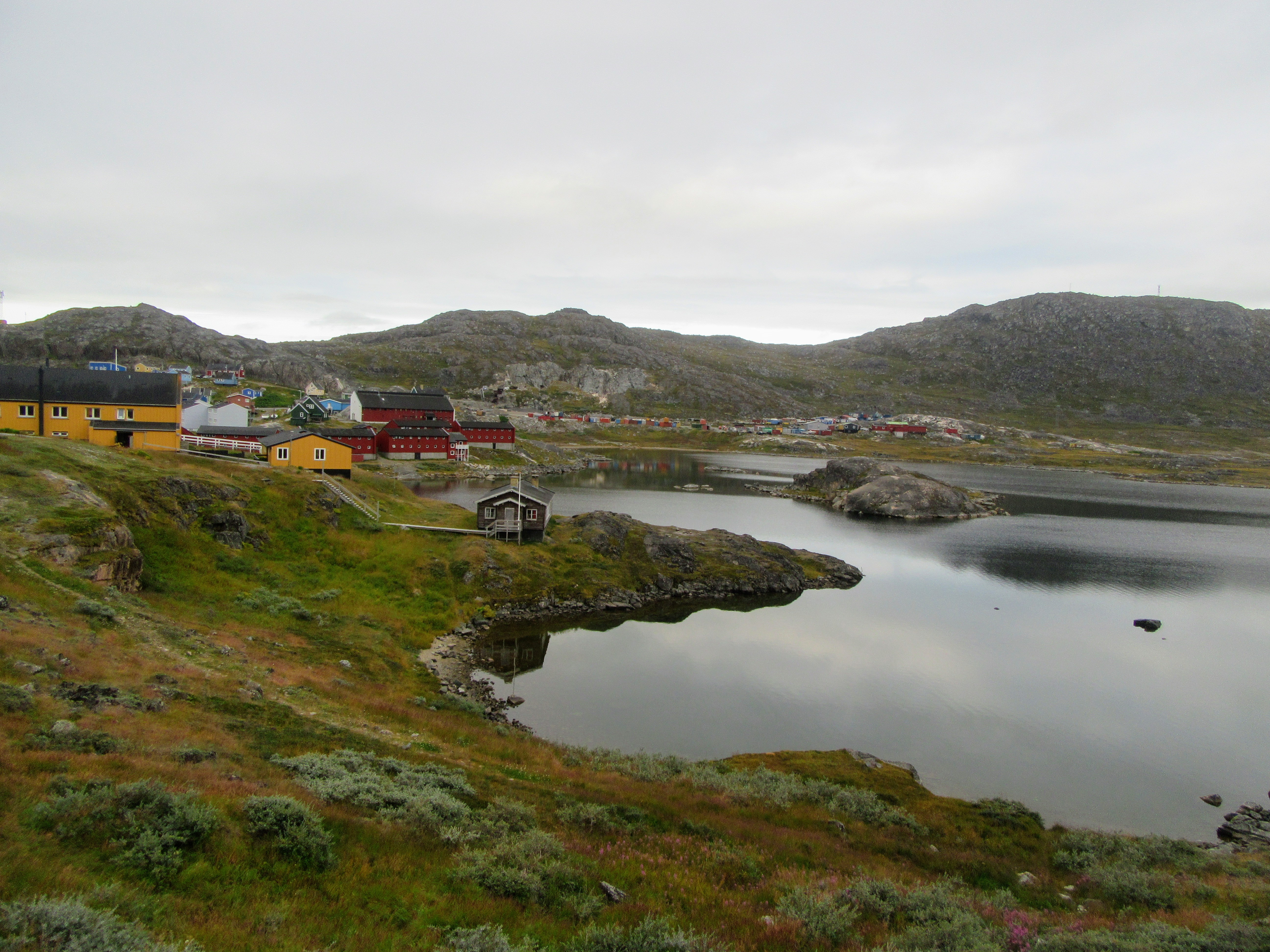
Tasersuaq mit Qaqortoq (2019)

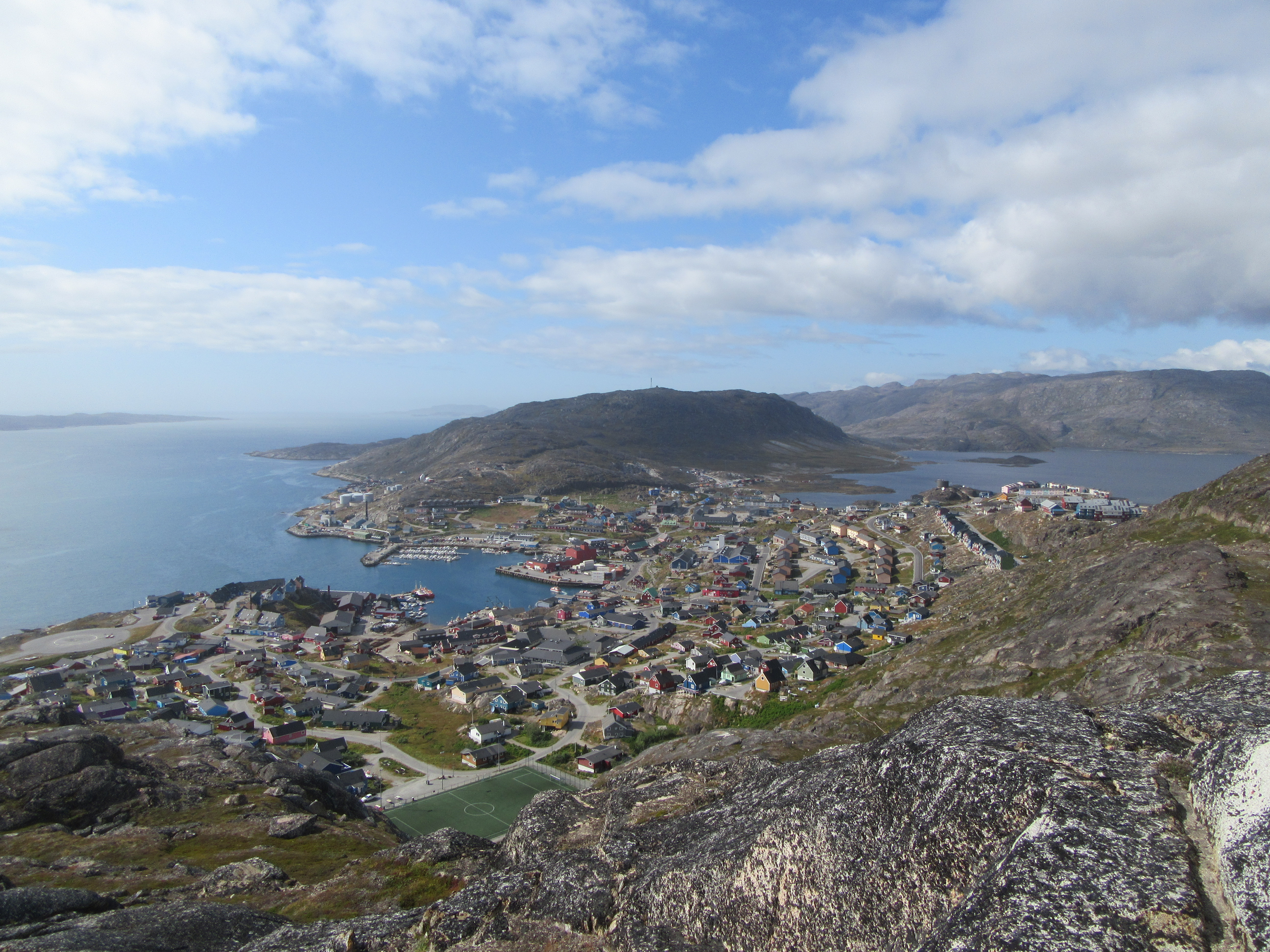
Qaqortoq von Osten aus gesehen mit Tasersuaq rechts (2019)

Tasersuaq (nach alter Rechtschreibung Taserssuaĸ; „Großer See“) ist ein grönländischer See im Distrikt Qaqortoq in der Kommune Kujalleq.

## Geografie
Der See befindet sich direkt nordwestlich der Stadt Qaqortoq. Er wird im Norden vom Berg Simissuaq, im Nordosten vom Saqqaarsuaq (Storefjeld), im Südosten vom Saqqaarsuk, im Süden vom Alanngorsuaq (Harefjeld) und im Westen vom Saarlussuaq begrenzt.